# Chiesa di Santa Maria Odigitria (Roma)
La chiesa di Santa Maria Odigitria, detta in Costantinopoli, già nota come "dell'Itria", è un luogo di culto cattolico di Roma, nel rione Colonna, al civico 82 di via del Tritone.

## Storia e descrizione

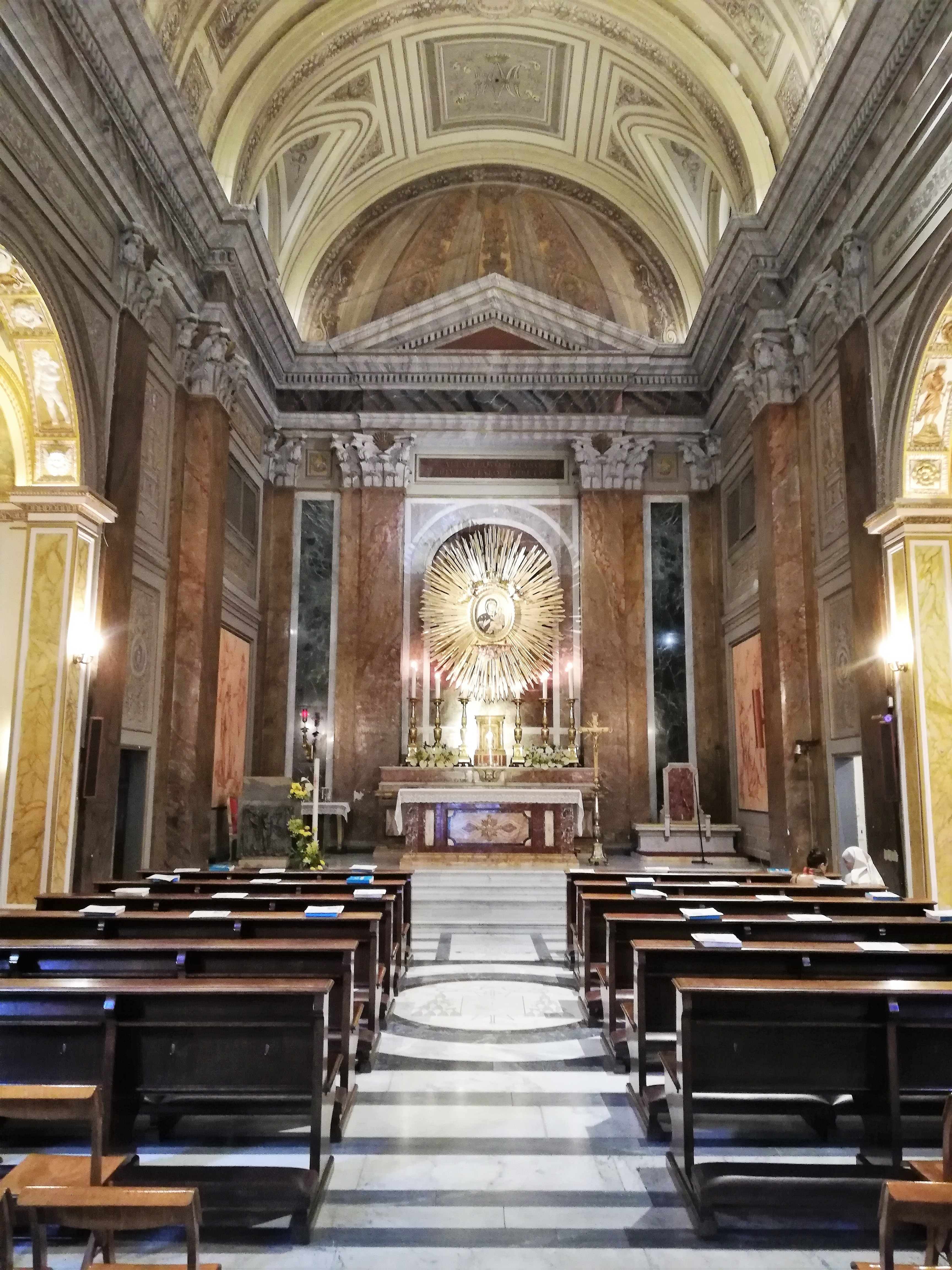
L'interno della chiesa

Essa fu eretta dalla Confraternita dei siciliani nel 1594, che ne fecero la loro chiesa nazionale; il nome deriva da una immagine della Vergine Maria venerata nella chiesa, la Vergine Odigitria, che si dice portata a Roma da Costantinopoli. Da qui deriva il toponimo "Itria".
A partire dal periodo della Repubblica Romana (1798-1799) e durante la presenza dei Francesi a Roma tra la fine del Settecento e l'inizio dell'Ottocento essa cadde in rovina e fu sconsacrata. Esiste una descrizione della Chiesa prima della sua distruzione. Nella prima cappella c'era una pittura di Giovanni Quagliata, nell'altare maggiore una di Tommaso Sciacca. Nella seguente cappella c'erano pitture raffiguranti San Corrado. La pittura dell'ultimo altare era di Pietro del Pò, i laterali e la volta di pittori meno noti.
La sua ricostruzione è dovuta a Francesco Manno, che la restaurò tra il 1814 e il 1817.
Dal 1990, nelle quattro cappelle laterali, sono esposte pale d'altare di Giuseppe Migneco (I papi Leone II, Agatone e Metodio), Salvatore Fiume (Santa Lucia), Sebastiano Milluzzo (Sant'Agata), e Mario Bardi (Santa Rosalia).
Accanto alla chiesa vi è l'oratorio della Confraternita dei siciliani, ove è custodito un dipinto del pittore siciliano Gaetano Sottino raffigurante Santa Rosalia.